# Helcita wahlbergi
Helcita wahlbergi är en insektsart som först beskrevs av Stsl 1855.  Helcita wahlbergi ingår i släktet Helcita och familjen Derbidae. Inga underarter finns listade i Catalogue of Life.